# Illampu
Illampu je čtvrtá nejvyšší hora Bolívie. Nachází se v severní části pohoří Cordillera Real v Andách, východně od jezera Titicaca a severně od hory Janq'u Uma. Vrchol se nachází ve výšce 6368 m n. m. První úspěšný výstup na něj proběhl 7. června 1928 přes jihozápadní hřeben – na vrcholu stáli tři Němci (Hans Pfann, Alfred Horeschowsky, Hugo Hörtnagel) a jeden Rakušan (Erwin Hein).